# Ойней
Ойней (грец. Οινέας) — син Портея і Алтеї, батько Тідея й Мелеагра, володар Плеврону та Калідону.
За пізнішою версією трагіків, Ойней — син Портаона й Евріти, онуки річкового бога Ахелоя. Алтея народила від Ойнея Токсея, Тірея, Клімена, Періфанта, Агелая, Мелеагра (батьком якого інколи вважають Ареса), Торгу, Еврімелу, Меланіппу, Мотону та Деяніру. Під час одного принесення богам благодійних жертв за урожай, він забув про богиню Артеміду, яка, розгнівавшися, наслала на Калідон страхітливого вепра.
Відомий своїм хлібосольством. Ойней пригощав 20 днів у своєму будинку Беллерофонта, подарував йому пояс, а навзаєм отримав кубок. Прийняв у себе годувальницю з немовлятами Агамемноном і Менелаєм. З радістю прийняв Алкмеона. Приймав у себе Геракла, під час цього Геракл випадково убив Кіафа, сина Архітела — чашника Ойнея.
Після смерті першої дружини Алтеї Ойней одружився з Перібєєю, яка народила від нього Тідея, батька Діомеда. Коли Ойнея прогнали сини етолійського володаря Агрія, Діомед прийняв його в Аргосі.